# ＃PLAY
『#PLAY』（プレイ）は、DOBERMAN INFINITYの2枚目のミニ・アルバム。2017年6月14日に発売された。

## 概要
本作からレーベルがLDH MUSICとなった。

## 収録曲

### CD
1. DO PARTY
2. Make Some Noise
3. Living Happily
4. ＠we like a harley
5. Vanilla
6. #PLAY
7. DO PARTY (TJO Remix)

### DVD
1. PLAY Documentary of Music Video